# Asparrena
Asparrena är en kommun i Spanien. Den ligger Álavaprovinsen i södra delen av den autonoma regionen Baskien i norra delen av landet, 300 km norr om huvudstaden Madrid. Antalet invånare är 1 611 (2024). Arean är 65,11 kvadratkilometer. Asparrena gränsar till Agurain / Salvatierra.